# 国姓爺合戦 (2001年の映画)
『国姓爺合戦』（こくせんやかっせん、原題：英雄・鄭成功傳）は、2001年の日中合作映画。DVD邦題は『英雄 国姓爺合戦』。

## 概略
オランダ占領下の台湾を開放に導いた、中国・台湾の民族的英雄、鄭成功の半生を描く中国・歴史映画。
日中国交正常化30周年記念作品。日活創立90周年記念作品。
構想7年。中国軍主力3部隊、エキストラ25,000人、軍艦200隻を動員。鄭成功軍とオランダ軍の激しい戦いが繰り広げられた赤崁城の戦いを完全再現。

## あらすじ
1644年、明朝は滅亡し帝都・北京は満州族による王朝・清に制圧された。南方に逃れた明朝の残党（南明）は、鄭芝龍の武力を頼りに明朝復興を誓っていた。清朝は強大な軍事力で明朝支持勢力の討伐を開始し、さらに弁髪令を発布し、髪を剃ることで清朝への帰順の証とした。
1645年福州、大明朝福建長官・鄭芝龍の息子・鄭森は、同軍右将・林昆、左将・李衛と共に南京から帰邸する途中、清軍の検問に遭うが、清兵の弁髪を切って通り抜ける。福建長官邸に到着した鄭森は、鄭芝龍に各地の戦況と福建の危機を進言したが、鄭芝龍は難攻不落の要害にある福建の安全性を強調し、オランダ人の手に落ちている台湾を憂いた。鄭森は長崎の平戸からやって来た母の田川マツと久々に再会し、妻の薫氏（芸児）を紹介する。
鄭森達は隆武帝に謁見し、明朝復興と台湾奪回を託されて皇帝と同じ「朱」の姓と「成功」の名を下賜され、「国姓爺鄭成功」を名乗ることを許される。そして近衛軍の大将に任命される。隆武帝は福建と浙江の境まで迫る清軍に対し、一向に進軍しない鄭芝龍を叱責する。
鄭成功はマツを食堂に誘い、涙ながらに望郷の歌を歌う台湾人の薛良と出会う。薛良の両親は天啓9年のオランダへの抵抗で戦死し、薛良は福州へ逃げる途中に海を漂流しているところを以前マツに助けられていた。マツは薛良を不憫に思い、鄭家の養子とする。鄭成功はそこで民衆から台湾奪回の請願書を託される。
鄭成功は隆武帝からの極秘任務で、近衛軍を率いて仙霞関に向かう。薛良は鄭芝龍からの伝言と胸当てを鄭成功に届ける。仙霞関を守る李衛達は清軍と内通し、帰順するために弁髪にしており、台湾のオランダ軍（オランダ東インド会社）とも連絡を取っていた。鄭成功が着陣すると歓迎の宴が始まる。鄭成功は皆に脱帽を勧めるが、李衛達は弁髪を隠すため兜を脱がない。薛良は伏兵に気づき、琵琶で「四面伏兵」を弾いて鄭成功に危険を知らせる。李衛は弓兵によって奇襲を仕掛け、薛良が負傷する。鄭成功は李衛の二刀流を父の胸当てで防ぎ、琵琶の隠し剣で突いた。実は李衛達の帰順は鄭芝龍の命令だった。鄭芝龍は自らを福建と広州の長官に迎えるという清朝に帰順を決め、鄭成功達の制止を振り切って北京へと向かうが、官職を得るどころか軟禁されてしまう。1646年8月、わずかな兵力しか残っていない福州・安平の諸城は清軍に攻め落とされ、母マツは自害する。
14年後、鄭成功は福建厦門に拠点を移し、台湾奪回を志してオランダ軍と戦っていた。台湾で通訳をしている何斌を探すため、薫氏の代わりに薛良が台湾へと向かう。台湾赤崁城では、オランダ軍の将軍が納税の不正をした村々の酋長達を処刑していた。薛良は何斌を福建に送るが、自身は人質にされてしまう。何斌は密かに服に海図を描いており、1年に2回の大潮の日であれば、大船が鹿耳島と北線尾島の間の鹿耳門を通過できると進言する。
鄭成功は金門から兵2万5千人、軍艦200隻で台湾討伐に向かう。一方、清朝の康熙帝は鄭成功に海澄公の爵位と、領地7千坪、黄金2万両を下賜してその背後を脅かさなかった。1661年4月1日、何斌の進言通りに大潮が来て鹿耳門から進軍し、大砲で城塞を攻撃し、オランダ軍も応戦する。後方からオランダ艦隊の砲撃にあうが、爆薬を積んだ特攻船を出して撃沈する。ついに台湾に上陸して城攻めを開始、両軍入り乱れて壮絶な白兵戦となる。城門に迫ると、オランダ軍の将軍は薛良を人質に取る。何斌は自分を代わりにと懇願するが撃たれ、薛良は城壁から飛び降りる。鄭成功は絶叫して大砲を撃ち、城門を破って城内に突入し、オランダ軍の将軍を倒した。1661年12月23日、オランダ台湾総督は白旗を掲げて降伏し、ジャワのバタビヤに撤退した。

鄭成功は台湾奪回後、安平鎮、承天府、天興県、万年県の一鎮一府2県の行政区を設置し、これで忠臣報告を果たすことができたと語った。翌1662年、鄭成功は台湾安平鎮で病死した。享年39歳であった。

## スタッフ
- 監督：呉子牛（ウー・ツーニウ）
- 製作：李寧（リー・ニン）
- 企画：染野行雄
- 製作総指揮：中村雅哉
- 脚本：張冀平（チャン・イーピン）
- 撮影：伊・呼和烏拉（イー・フホウラー）
- 美術：林琥（リン・チー）
- 衣裳：王秋平（ワン・チュウピン）
- 音楽：章紹同（チャン・シャオトン）
- テーマ音楽：呉汝俊（ウー・ルーチン）
- 日本語字幕：水野衛子

## 登場人物・出演者
| 登場人物     | 出演者                               | 日本語吹替 | 備考       |
| ------------ | ------------------------------------ | ---------- | ---------- |
| 鄭成功       | チウ・マンチェク（趙文卓）           | 楠大典     |            |
| 隆武帝       | シィ・ミン（徐敏）                   | 佐々木睦   | 皇帝       |
| 薫氏（芸児） | ズゥ・アン（朱晏）                   | 小野洋子   | 鄭の妻     |
| 鄭芝龍       | トウ・チークオ（杜志國）             | 池田勝     | 鄭成功の父 |
| 薛良（施良） | ジアン・チンチン（蔣勤勤）           | 村井かずさ | 鄭家の養子 |
| 田川マツ     | 島田陽子                             |            | 鄭成功の母 |
| 福松         | 福海裕也                             |            | 幼少・成功 |
| 李衛         | チャン・シャン（張山）               |            |            |
| 林昆         | 尼格林圓                             |            |            |
| 万礼         | 陽光                                 |            |            |
| 張爺         | リー・ディンバオ（李定保）           |            | 鄭氏家来   |
| 何斌         | フー・キンシー（胡慶士）             |            |            |
| 甘輝         | シャア・ジュン（夏俊）               |            |            |
| 描難賓可     | アレクサンダー・グランド（亞歴山大） |            |            |
| ナレーション |                                      | 谷昌樹     |            |

## エンディング・テーマ
- 『蒼獅子』（蒼き獅子）

作曲：呉汝俊、編曲：井上鑑

## DVD
- 日本版 『英雄 国姓爺合戦』

発売元・販売元：日活株式会社
音声：北京語・日本語、字幕：日本語